# Rho Telescopii
Rho Telescopii (ρ Telescopii, förkortat Rho Tel, ρ Tel) som är stjärnans Bayerbeteckning, är en astrometrisk dubbelstjärna belägen i den mellersta delen av stjärnbilden Kikaren. Den har en skenbar magnitud på 5,17 och är svagt synlig för blotta ögat där ljusföroreningar ej förekommer. Baserat på parallaxmätning inom Hipparcosuppdraget på ca 17,6 mas, beräknas den befinna sig på ett avstånd på ca 185 ljusår (ca 57 parsek) från solen.

## Egenskaper
Den synliga stjärnan i Rho Telescopii är en gulvit stjärna i huvudserien  av spektralklass F6 V. Den har en massa som är omkring dubbelt så stor som solens massa, en radie som är ca 4,3 gånger större än solens och utsänder från dess fotosfär ca 25 gånger mera energi än solen vid en effektiv temperatur på ca 6 300 K.
Rho Telescopii verkar vara en enkelsidig spektroskopisk dubbelstjärna eftersom den varierar i radiell hastighet med en period på 1,7 dygn. Stjärnan är en stark källa för röntgenstrålning med en styrka på 65,76×1029 erg/s. I förhållande till närliggande stjärnor har den en egenrörelse på 17,2 km/s och kan ingå i Tucana-Horologium-hopen.